# Perú en la Copa América Femenina 2025
La selección femenina de fútbol de Perú es uno de los 10 equipos participantes en la Copa América Femenina 2025. El torneo tiene lugar en Ecuador, llevándose a cabo entre el 11 de julio y el 2 de agosto.

## Preparación

### Amistosos de preparación
| Fecha                 | Lugar | Competición |      |                 | Resultado |                    |         |
| --------------------- | ----- | ----------- | ---- | --------------- | --------- | ------------------ | ------- |
| 23 de febrero de 2025 | Lima  | Amistoso    | Perú | Bandera de Perú | 0:1 (0:2) | Bandera de Jamaica | Jamaica |
| 26 de febrero de 2025 | Lima  | Amistoso    | Perú | Bandera de Perú | 2:3 (1:3) | Bandera de Jamaica | Jamaica |
| 5 de abril de 2025    | Lima  | Amistoso    | Perú | Bandera de Perú | 2:3 (1:1) | Bandera de Cuba    | Cuba    |
| 8 de abril de 2025    | Lima  | Amistoso    | Perú | Bandera de Perú | 3:2 (1:0) | Bandera de Cuba    | Cuba    |

## Plantel

### Lista de convocadas
Entrenadora:  Emily Lima
La plantilla definitiva del equipo fue anunciada el 16 de junio.
| No. | Pos. | Jugadora           | Fecha de nacimiento (edad)         | Apa. | Goles | Club                      |
| --- | ---- | ------------------ | ---------------------------------- | ---- | ----- | ------------------------- |
| 1   | POR  | Savannah Madden    | 2 de febrero de 1999 (26 años)     | -    | -     | Vittsjö GIK               |
| 2   | DEF  | Gianella Romero    | 22 de octubre de 2002 (22 años)    | -    | -     | Alianza Lima              |
| 3   | DEF  | Tifani Molina      | 15 de octubre de 2001 (23 años)    | -    | -     | Alianza Lima              |
| 4   | DEF  | Braelynn Llamoca   | 30 de enero de 2002 (23 años)      | -    | -     | CA Internacional          |
| 5   | DEF  | Rosa Castro        | 27 de abril de 1995 (30 años)      | -    | -     | Alianza Lima              |
| 6   | MED  | Claudia Cagnina    | 10 de septiembre de 1997 (27 años) | -    | -     | Bodø/Glimt                |
| 7   | DEL  | Sandy Dorador      | 4 de enero de 1989 (36 años)       | -    | -     | Alianza Lima              |
| 8   | MED  | Geraldine Cisneros | 12 de marzo de 1996 (29 años)      | -    | -     | Universitario de Deportes |
| 9   | DEL  | Pierina Núñez      | 13 de marzo de 2000 (25 años)      | -    | -     | Universitario de Deportes |
| 10  | MED  | Alondra Vílchez    | 16 de marzo de 1997 (28 años)      | -    | -     | Universitario de Deportes |
| 11  | DEL  | Xioczana Canales   | 21 de abril de 1999 (26 años)      | -    | -     | Universitario de Deportes |
| 12  | POR  | Maryory Sánchez    | 7 de abril de 1997 (28 años)       | -    | -     | Alianza Lima              |
| 13  | MED  | Mía León           | 22 de marzo de 2005 (20 años)      | -    | -     | Madrid CFF                |
| 14  | MED  | Scarleth Flores    | 12 de agosto de 1996 (28 años)     | -    | -     | Universitario de Deportes |
| 15  | MED  | Emily Flores       | 10 de septiembre de 1990 (34 años) | -    | -     | Alianza Lima              |
| 16  | DEL  | Yomira Tacilla     | 2 de agosto de 1996 (28 años)      | -    | -     | Alianza Lima              |
| 17  | DEF  | Fabiola Herrera    | 18 de junio de 1987 (38 años)      | -    | -     | Universitario de Deportes |
| 18  | DEF  | Alisson Azabache   | 15 de diciembre de 2003 (21 años)  | -    | -     | Alianza Lima              |
| 19  | DEL  | Birka Ruiz         | 27 de julio de 2005 (19 años)      | -    | -     | Alianza Lima              |
| 20  | DEL  | Valerie Gherson    | 28 de diciembre de 2005 (19 años)  | -    | -     | Universitario de Deportes |
| 21  | DEL  | Nora Bilcape       | 23 de agosto de 2005 (19 años)     | -    | -     | FBC Melgar                |
| 22  | DEL  | Mía Obando         | 2 de marzo de 2006 (19 años)       | -    | -     | Bay Area Surf             |
| 23  | POR  | Lucía Arcos        | 12 de febrero de 2004 (21 años)    | -    | -     | Terrassa                  |

## Participación

### Partidos
| Fecha       | Lugar | Instancia      |           |                      | Resultado |                    |         |
| ----------- | ----- | -------------- | --------- | -------------------- | --------- | ------------------ | ------- |
| 12 de julio | Quito | Fase de grupos | Perú      | Bandera de Perú      | 0:3 (0:0) | Bandera de Chile   | Chile   |
| 15 de julio | Quito | Fase de grupos | Perú      | Bandera de Perú      | 1:3 (0:2) | Bandera de Ecuador | Ecuador |
| 18 de julio | Quito | Fase de grupos | Uruguay   | Bandera de Uruguay   | 1:0 (0:0) | Bandera de Perú    | Perú    |
| 21 de julio | Quito | Fase de grupos | Argentina | Bandera de Argentina | 1:0 (0:0) | Bandera de Perú    | Perú    |

### Fase de grupos - Grupo A

#### Posiciones
| Equipo    | Pts | PJ | PG | PE | PP | GF | GC | Dif |
| --------- | --- | -- | -- | -- | -- | -- | -- | --- |
| Ecuador   | 4   | 2  | 1  | 1  | 0  | 5  | 3  | +2  |
| Chile     | 3   | 1  | 1  | 0  | 0  | 3  | 0  | +3  |
| Argentina | 3   | 1  | 1  | 0  | 0  | 1  | 0  | +1  |
| Uruguay   | 1   | 2  | 0  | 1  | 1  | 2  | 3  | -1  |
| Perú      | 0   | 2  | 0  | 0  | 2  | 1  | 6  | -5  |

     — Clasificado para las semifinales.

     — Clasificado para la definición por el quinto puesto.

#### Perú vs. Chile
| 12 de julio | Perú | 0:3 (0:0) | Chile                                    | Estadio Banco Guayaquil, Quito |                          |
| 16:00       |      | Reporte   | Cabezas 62' · Keefe 82' · Valencia 90+4' | Árbitra: Emikar Calderas       | Árbitra: Emikar Calderas |

| 12         | Guardameta     | Maryory Sánchez    |     |
| 2          | Defensa        | Gianella Romero    |     |
| 3          | Defensa        | Tifani Molina      |     |
| 13         | Defensa        | Mía León           |     |
| 14         | Defensa        | Scarleth Flores    |     |
| 15         | Centrocampista | Emily Flores       |     |
| 6          | Centrocampista | Claudia Cagnina    |     |
| 8          | Centrocampista | Geraldine Cisneros | 79' |
| 18         | Centrocampista | Alisson Azabache   | 46' |
| 22         | Centrocampista | Mía Obando         | 46' |
| 9          | Delantero      | Pierina Núñez      |     |
| Entrenador | Entrenador     | Emily Lima         |     |

| 1          | Guardameta     | Antonia Canales   |     |
| 2          | Defensa        | Michelle Olivares |     |
| 4          | Defensa        | Catalina Figueroa |     |
| 17         | Defensa        | Fernanda Pinilla  |     |
| 22         | Defensa        | Rosario Balmaceda | 86' |
| 6          | Centrocampista | Yastin Jiménez    |     |
| 5          | Centrocampista | Nayadet López     | 46' |
| 10         | Centrocampista | Yanara Aedo       |     |
| 14         | Delantero      | Vaitiare Pardo    | 46' |
| 19         | Delantero      | Pamela Cabezas    | 76' |
| 7          | Delantero      | Yenny Acuña       | 85' |
| Entrenador | Entrenador     | Luis Mena         |     |

| 21 | Delantero | Nora Bilcape   | 46' |
| 19 | Delantero | Birka Ruiz     | 46' |
| 16 | Delantero | Yomira Tacilla | 79' |

| 11 | Centrocampista | Yessenia López | 46' |
| 21 | Delantero      | Mary Valencia  | 46' |
| 9  | Delantero      | Sonya Keefe    | 46' |
| 15 | Centrocampista | Gisela Pino    | 46' |
| 18 | Defensa        | Camila Sáez    | 46' |

| Anotado | 62'   | Pamela Cabezas | 0:1 |
| Anotado | 82'   | Sonya Keefe    | 0:2 |
| Anotado | 90+4' | Mary Valencia  | 0:3 |

| Amonestado | 35' | Nayadet López     |
| Amonestado | 74' | Rosario Balmaceda |

| Árbitra             | Emikar Calderas     |
| Árbitras asistentes | Migdalia Rodríguez  |
| Árbitras asistentes | Francis García      |
| Cuarta árbitra      | María Victoria Daza |
| Quinta árbitra      | Mary Blanco         |
| Asesora de árbitras | Regildenia Moura    |

| 12         | Guardameta     | Maryory Sánchez    |     |
| 2          | Defensa        | Gianella Romero    |     |
| 3          | Defensa        | Tifani Molina      |     |
| 13         | Defensa        | Mía León           |     |
| 14         | Defensa        | Scarleth Flores    |     |
| 15         | Centrocampista | Emily Flores       |     |
| 6          | Centrocampista | Claudia Cagnina    |     |
| 8          | Centrocampista | Geraldine Cisneros | 79' |
| 18         | Centrocampista | Alisson Azabache   | 46' |
| 22         | Centrocampista | Mía Obando         | 46' |
| 9          | Delantero      | Pierina Núñez      |     |
| Entrenador | Entrenador     | Emily Lima         |     |

| 1          | Guardameta     | Antonia Canales   |     |
| 2          | Defensa        | Michelle Olivares |     |
| 4          | Defensa        | Catalina Figueroa |     |
| 17         | Defensa        | Fernanda Pinilla  |     |
| 22         | Defensa        | Rosario Balmaceda | 86' |
| 6          | Centrocampista | Yastin Jiménez    |     |
| 5          | Centrocampista | Nayadet López     | 46' |
| 10         | Centrocampista | Yanara Aedo       |     |
| 14         | Delantero      | Vaitiare Pardo    | 46' |
| 19         | Delantero      | Pamela Cabezas    | 76' |
| 7          | Delantero      | Yenny Acuña       | 85' |
| Entrenador | Entrenador     | Luis Mena         |     |

| 21 | Delantero | Nora Bilcape   | 46' |
| 19 | Delantero | Birka Ruiz     | 46' |
| 16 | Delantero | Yomira Tacilla | 79' |

| 11 | Centrocampista | Yessenia López | 46' |
| 21 | Delantero      | Mary Valencia  | 46' |
| 9  | Delantero      | Sonya Keefe    | 46' |
| 15 | Centrocampista | Gisela Pino    | 46' |
| 18 | Defensa        | Camila Sáez    | 46' |

| Anotado | 62'   | Pamela Cabezas | 0:1 |
| Anotado | 82'   | Sonya Keefe    | 0:2 |
| Anotado | 90+4' | Mary Valencia  | 0:3 |

| Amonestado | 35' | Nayadet López     |
| Amonestado | 74' | Rosario Balmaceda |

| Árbitra             | Emikar Calderas     |
| Árbitras asistentes | Migdalia Rodríguez  |
| Árbitras asistentes | Francis García      |
| Cuarta árbitra      | María Victoria Daza |
| Quinta árbitra      | Mary Blanco         |
| Asesora de árbitras | Regildenia Moura    |

| Estadísticas      | Bandera de Perú | Bandera de Chile |
| Tiros             | 5               | 27               |
| Tiros a puerta    | 1               | 11               |
| Faltas            | 6               | 19               |
| Saques de esquina | 2               | 6                |
| Penaltis          | 0               | 0                |
| Fueras de juego   | 0               | 2                |
| Posesión de balón | 39%             | 61%              |

#### Perú vs. Ecuador
| 15 de julio | Perú        | 1:3 (0:2) | Ecuador                                        | Estadio Banco Guayaquil, Quito |                           |
| 19:00       | Bilcape 69' | Reporte   | Arias 16' · Bolaños 42' (pen.) · Moreira 90+7' | Árbitra: Ivana Projkovska      | Árbitra: Ivana Projkovska |

| 12          | Guardameta     | Maryory Sánchez  |     |
| 2           | Defensa        | Gianella Romero  | 68' |
| 3           | Defensa        | Tifani Molina    |     |
| 13          | Defensa        | Mía León         |     |
| 14          | Defensa        | Scarleth Flores  |     |
| 15          | Centrocampista | Emily Flores     | 46' |
| 22          | Centrocampista | Mía Obando       | 68' |
| 6           | Centrocampista | Claudia Cagnina  | 88' |
| 18          | Centrocampista | Alisson Azabache | 82' |
| 21          | Centrocampista | Nora Bilcape     |     |
| 9           | Delantero      | Pierina Núñez    |     |
| Entrenadora | Entrenadora    | Emily Lima       |     |

| 12         | Guardameta     | Andrea Moran      |     |
| 19         | Defensa        | Kerlly Real       |     |
| 2          | Defensa        | Mayerli Rodríguez |     |
| 16         | Defensa        | Ligia Moreira     |     |
| 15         | Defensa        | Manoly Baquerizo  |     |
| 7          | Centrocampista | Emily Arias       | 82' |
| 5          | Centrocampista | Stefany Cedeño    |     |
| 10         | Centrocampista | Joselyn Espinales | 68' |
| 20         | Centrocampista | Danna Pesántez    | 46' |
| 11         | Delantero      | Karen Flores      | 68' |
| 9          | Delantero      | Nayely Bolaños    |     |
| Entrenador | Entrenador     | Eduardo Moscoso   |     |

| 8  | Centrocampista | Geraldine Cisneros | 46' |
| 7  | Delantero      | Sandy Dorador      | 68' |
| 11 | Delantero      | Xioczana Canales   | 68' |
| 16 | Delantero      | Yomira Tacilla     | 72' |
| 20 | Delantero      | Valerie Gherson    | 72' |

| 13 | Delantero      | Nicole Charcopa | 46' |
| 18 | Centrocampista | Rosa Flores     | 68' |
| 4  | Defensa        | Justine Cuadra  | 68' |
| 8  | Centrocampista | Evelyn Burgos   | 82' |

| Anotado | 69' | Nora Bilcape | 1:2 |

| Anotado         | 16'   | Emily Arias    | 0:1 |
| Anotado · Penal | 42'   | Nayely Bolaños | 0:2 |
| Anotado         | 90+7' | Ligia Moreira  | 1:3 |

| Amonestado | 22'   | Gianella Romero |
| Amonestado | 90+1' | Sandy Dorador   |

| Amonestado | 55'   | Ligia Moreira |
| Amonestado | 90+2' | Evelyn Burgos |

| Árbitra             | Ivana Projkovska    |
| Árbitras asistentes | Giulia Tempestilli  |
| Árbitras asistentes | Iragartze Fernández |
| Cuarta árbitra      | Daiane Muniz        |
| Quinta árbitra      | Leila Moreira       |
| Asesor de árbitras  | Carlos Pastorino    |

| 12          | Guardameta     | Maryory Sánchez  |     |
| 2           | Defensa        | Gianella Romero  | 68' |
| 3           | Defensa        | Tifani Molina    |     |
| 13          | Defensa        | Mía León         |     |
| 14          | Defensa        | Scarleth Flores  |     |
| 15          | Centrocampista | Emily Flores     | 46' |
| 22          | Centrocampista | Mía Obando       | 68' |
| 6           | Centrocampista | Claudia Cagnina  | 88' |
| 18          | Centrocampista | Alisson Azabache | 82' |
| 21          | Centrocampista | Nora Bilcape     |     |
| 9           | Delantero      | Pierina Núñez    |     |
| Entrenadora | Entrenadora    | Emily Lima       |     |

| 12         | Guardameta     | Andrea Moran      |     |
| 19         | Defensa        | Kerlly Real       |     |
| 2          | Defensa        | Mayerli Rodríguez |     |
| 16         | Defensa        | Ligia Moreira     |     |
| 15         | Defensa        | Manoly Baquerizo  |     |
| 7          | Centrocampista | Emily Arias       | 82' |
| 5          | Centrocampista | Stefany Cedeño    |     |
| 10         | Centrocampista | Joselyn Espinales | 68' |
| 20         | Centrocampista | Danna Pesántez    | 46' |
| 11         | Delantero      | Karen Flores      | 68' |
| 9          | Delantero      | Nayely Bolaños    |     |
| Entrenador | Entrenador     | Eduardo Moscoso   |     |

| 8  | Centrocampista | Geraldine Cisneros | 46' |
| 7  | Delantero      | Sandy Dorador      | 68' |
| 11 | Delantero      | Xioczana Canales   | 68' |
| 16 | Delantero      | Yomira Tacilla     | 72' |
| 20 | Delantero      | Valerie Gherson    | 72' |

| 13 | Delantero      | Nicole Charcopa | 46' |
| 18 | Centrocampista | Rosa Flores     | 68' |
| 4  | Defensa        | Justine Cuadra  | 68' |
| 8  | Centrocampista | Evelyn Burgos   | 82' |

| Anotado | 69' | Nora Bilcape | 1:2 |

| Anotado         | 16'   | Emily Arias    | 0:1 |
| Anotado · Penal | 42'   | Nayely Bolaños | 0:2 |
| Anotado         | 90+7' | Ligia Moreira  | 1:3 |

| Amonestado | 22'   | Gianella Romero |
| Amonestado | 90+1' | Sandy Dorador   |

| Amonestado | 55'   | Ligia Moreira |
| Amonestado | 90+2' | Evelyn Burgos |

| Árbitra             | Ivana Projkovska    |
| Árbitras asistentes | Giulia Tempestilli  |
| Árbitras asistentes | Iragartze Fernández |
| Cuarta árbitra      | Daiane Muniz        |
| Quinta árbitra      | Leila Moreira       |
| Asesor de árbitras  | Carlos Pastorino    |

| Estadísticas      | Bandera de Perú | Bandera de Ecuador |
| Tiros             | 17              | 19                 |
| Tiros a puerta    | 5               | 9                  |
| Faltas            | 9               | 6                  |
| Saques de esquina | 1               | 6                  |
| Penaltis          | 0               | 1                  |
| Fueras de juego   | 1               | 3                  |
| Posesión de balón | 49%             | 51%                |

#### Uruguay vs. Perú
| 18 de julio | Uruguay    | 1:0 (0:0) | Perú | Estadio Banco Guayaquil, Quito |                         |
| 16:00       | Aquino 64' | Reporte   |      | Árbitra: Adriana Farfán        | Árbitra: Adriana Farfán |

| 12         | Guardameta     | Agustina Sánchez     |     |
| 4          | Defensa        | Laura Felipe         |     |
| 16         | Defensa        | Yannel Correa        |     |
| 2          | Defensa        | Stephanie Lacoste    |     |
| 7          | Defensa        | Stephanie Tregartten | 46' |
| 20         | Centrocampista | Ángela Gómez         | 46' |
| 9          | Centrocampista | Pamela González      |     |
| 8          | Centrocampista | Ximena Velazco       |     |
| 22         | Centrocampista | Yamila Dornelles     | 60' |
| 10         | Delantero      | Belén Aquino         | 86' |
| 11         | Delantero      | Esperanza Pizarro    |     |
| Entrenador | Entrenador     | Ariel Longo          |     |

| 1           | Guardameta     | Savannah Madden  | 46' |
| 18          | Defensa        | Alisson Azabache | 46' |
| 17          | Defensa        | Fabiola Herrera  |     |
| 3           | Defensa        | Tifani Molina    |     |
| 14          | Defensa        | Scarleth Flores  |     |
| 13          | Centrocampista | Mía León         | 84' |
| 7           | Centrocampista | Sandy Dorador    | 59' |
| 11          | Centrocampista | Xioczana Canales | 59' |
| 6           | Centrocampista | Claudia Cagnina  |     |
| 21          | Centrocampista | Nora Bilcape     |     |
| 9           | Delantero      | Pierina Núñez    |     |
| Entrenadora | Entrenadora    | Emily Lima       |     |

| 21 | Defensa        | Juliana Viera    | 46' |
| 14 | Delantero      | Alaides Bonilla  | 46' |
| 23 | Delantero      | Yamila Dornelles | 60' |
| 6  | Centrocampista | Sindy Ramírez    | 86' |

| 12 | Guardameta     | Maryory Sánchez    | 46' |
| 2  | Defensa        | Gianella Romero    | 46' |
| 22 | Delantero      | Mía Obando         | 59' |
| 8  | Centrocampista | Geraldine Cisneros | 59' |
| 16 | Delantero      | Yomira Tacilla     | 84' |

| Anotado | 64' | Belén Aquino | 1:0 |

| Amonestado | 31' | Stephanie Tregartten |
| Amonestado | 43' | Ilana Guedes         |

| Amonestado | 33' | Xioczana Canales |

| Árbitra             | Adriana Farfán   |
| Árbitras asistentes | Elizabeth Blanco |
| Árbitras asistentes | Maricela Urapuca |
| Cuarta árbitra      | Emikar Calderas  |
| Quinta árbitra      | Francis García   |
| Asesora de árbitras | Cynthia Franco   |

| 12         | Guardameta     | Agustina Sánchez     |     |
| 4          | Defensa        | Laura Felipe         |     |
| 16         | Defensa        | Yannel Correa        |     |
| 2          | Defensa        | Stephanie Lacoste    |     |
| 7          | Defensa        | Stephanie Tregartten | 46' |
| 20         | Centrocampista | Ángela Gómez         | 46' |
| 9          | Centrocampista | Pamela González      |     |
| 8          | Centrocampista | Ximena Velazco       |     |
| 22         | Centrocampista | Yamila Dornelles     | 60' |
| 10         | Delantero      | Belén Aquino         | 86' |
| 11         | Delantero      | Esperanza Pizarro    |     |
| Entrenador | Entrenador     | Ariel Longo          |     |

| 1           | Guardameta     | Savannah Madden  | 46' |
| 18          | Defensa        | Alisson Azabache | 46' |
| 17          | Defensa        | Fabiola Herrera  |     |
| 3           | Defensa        | Tifani Molina    |     |
| 14          | Defensa        | Scarleth Flores  |     |
| 13          | Centrocampista | Mía León         | 84' |
| 7           | Centrocampista | Sandy Dorador    | 59' |
| 11          | Centrocampista | Xioczana Canales | 59' |
| 6           | Centrocampista | Claudia Cagnina  |     |
| 21          | Centrocampista | Nora Bilcape     |     |
| 9           | Delantero      | Pierina Núñez    |     |
| Entrenadora | Entrenadora    | Emily Lima       |     |

| 21 | Defensa        | Juliana Viera    | 46' |
| 14 | Delantero      | Alaides Bonilla  | 46' |
| 23 | Delantero      | Yamila Dornelles | 60' |
| 6  | Centrocampista | Sindy Ramírez    | 86' |

| 12 | Guardameta     | Maryory Sánchez    | 46' |
| 2  | Defensa        | Gianella Romero    | 46' |
| 22 | Delantero      | Mía Obando         | 59' |
| 8  | Centrocampista | Geraldine Cisneros | 59' |
| 16 | Delantero      | Yomira Tacilla     | 84' |

| Anotado | 64' | Belén Aquino | 1:0 |

| Amonestado | 31' | Stephanie Tregartten |
| Amonestado | 43' | Ilana Guedes         |

| Amonestado | 33' | Xioczana Canales |

| Árbitra             | Adriana Farfán   |
| Árbitras asistentes | Elizabeth Blanco |
| Árbitras asistentes | Maricela Urapuca |
| Cuarta árbitra      | Emikar Calderas  |
| Quinta árbitra      | Francis García   |
| Asesora de árbitras | Cynthia Franco   |

| Estadísticas      | Bandera de Uruguay | Bandera de Perú |
| Tiros             | 23                 | 9               |
| Tiros a puerta    | 6                  | 5               |
| Faltas            | 13                 | 11              |
| Saques de esquina | 8                  | 2               |
| Penaltis          | 1                  | 0               |
| Fueras de juego   | 4                  | 1               |
| Posesión de balón | 53%                | 47%             |

#### Argentina vs. Perú
| 21 de julio | Argentina     | 1:0 (0:0) | Perú | Estadio Banco Guayaquil, Quito |                       |
| 16:00       | Rodríguez 88' | Reporte   |      | Árbitra: Daiane Muniz          | Árbitra: Daiane Muniz |

| 1          | Guardameta     | Solana Pereyra     |     |
| 4          | Defensa        | Catalina Roggerone |     |
| 13         | Defensa        | Sophia Braun       |     |
| 6          | Defensa        | Aldana Cometti     |     |
| 14         | Defensa        | Milagros Martín    |     |
| 16         | Centrocampista | Evelyn Domínguez   | 71' |
| 5          | Centrocampista | Vanina Preininger  | 64' |
| 8          | Centrocampista | Daiana Falfán      |     |
| 10         | Centrocampista | Maricel Pereyra    | 46' |
| 21         | Delantero      | Paulina Gramaglia  | 46' |
| 9          | Delantero      | Kishi Núñez        | 46' |
| Entrenador | Entrenador     | Germán Portanova   |     |

| 12          | Guardameta     | Maryory Sánchez  |     |
| 3           | Defensa        | Tifani Molina    | 71' |
| 17          | Defensa        | Fabiola Herrera  | 85' |
| 4           | Defensa        | Braelynn Llamoca |     |
| 14          | Defensa        | Scarleth Flores  |     |
| 13          | Centrocampista | Mía León         |     |
| 16          | Centrocampista | Yomira Tacilla   | 60' |
| 6           | Centrocampista | Claudia Cagnina  |     |
| 7           | Centrocampista | Sandy Dorador    | 61' |
| 21          | Centrocampista | Nora Bilcape     |     |
| 9           | Delantero      | Pierina Núñez    |     |
| Entrenadora | Entrenadora    | Emily Lima       |     |

| 11 | Delantero      | Yamila Rodríguez     | 46' |
| 15 | Centrocampista | Florencia Bonsegundo | 46' |
| 19 | Centrocampista | Agostina Holzheier   | 46' |
| 22 | Delantero      | Betina Soriano       | 64' |
| 18 | Delantero      | Carolina Troncoso    | 71' |

| 2  | Defensa        | Gianella Romero    | 60' |
| 8  | Centrocampista | Geraldine Cisneros | 61' |
| 19 | Delantero      | Birka Ruiz         | 71' |
| 11 | Delantero      | Xioczana Canales   | 85' |

| Anotado | 88' | Yamila Rodríguez | 1:0 |

| Amonestado | 74' | Betina Soriano    |
| Amonestado | 78' | Carolina Troncoso |

| Amonestado | 53'   | Mía León   |
| Amonestado | 90+4' | Birka Ruiz |

| Árbitra             | Daiane Muniz       |
| Árbitras asistentes | Leila Moreira      |
| Árbitras asistentes | Maira Mastella     |
| Cuarta árbitra      | Ivana Projkovska   |
| Quinta árbitra      | Giulia Tempestilli |
| Asesora de árbitras | Cynthia Franco     |

| 1          | Guardameta     | Solana Pereyra     |     |
| 4          | Defensa        | Catalina Roggerone |     |
| 13         | Defensa        | Sophia Braun       |     |
| 6          | Defensa        | Aldana Cometti     |     |
| 14         | Defensa        | Milagros Martín    |     |
| 16         | Centrocampista | Evelyn Domínguez   | 71' |
| 5          | Centrocampista | Vanina Preininger  | 64' |
| 8          | Centrocampista | Daiana Falfán      |     |
| 10         | Centrocampista | Maricel Pereyra    | 46' |
| 21         | Delantero      | Paulina Gramaglia  | 46' |
| 9          | Delantero      | Kishi Núñez        | 46' |
| Entrenador | Entrenador     | Germán Portanova   |     |

| 12          | Guardameta     | Maryory Sánchez  |     |
| 3           | Defensa        | Tifani Molina    | 71' |
| 17          | Defensa        | Fabiola Herrera  | 85' |
| 4           | Defensa        | Braelynn Llamoca |     |
| 14          | Defensa        | Scarleth Flores  |     |
| 13          | Centrocampista | Mía León         |     |
| 16          | Centrocampista | Yomira Tacilla   | 60' |
| 6           | Centrocampista | Claudia Cagnina  |     |
| 7           | Centrocampista | Sandy Dorador    | 61' |
| 21          | Centrocampista | Nora Bilcape     |     |
| 9           | Delantero      | Pierina Núñez    |     |
| Entrenadora | Entrenadora    | Emily Lima       |     |

| 11 | Delantero      | Yamila Rodríguez     | 46' |
| 15 | Centrocampista | Florencia Bonsegundo | 46' |
| 19 | Centrocampista | Agostina Holzheier   | 46' |
| 22 | Delantero      | Betina Soriano       | 64' |
| 18 | Delantero      | Carolina Troncoso    | 71' |

| 2  | Defensa        | Gianella Romero    | 60' |
| 8  | Centrocampista | Geraldine Cisneros | 61' |
| 19 | Delantero      | Birka Ruiz         | 71' |
| 11 | Delantero      | Xioczana Canales   | 85' |

| Anotado | 88' | Yamila Rodríguez | 1:0 |

| Amonestado | 74' | Betina Soriano    |
| Amonestado | 78' | Carolina Troncoso |

| Amonestado | 53'   | Mía León   |
| Amonestado | 90+4' | Birka Ruiz |

| Árbitra             | Daiane Muniz       |
| Árbitras asistentes | Leila Moreira      |
| Árbitras asistentes | Maira Mastella     |
| Cuarta árbitra      | Ivana Projkovska   |
| Quinta árbitra      | Giulia Tempestilli |
| Asesora de árbitras | Cynthia Franco     |

| Estadísticas      | Bandera de Argentina | Bandera de Perú |
| Tiros             | 25                   | 5               |
| Tiros a puerta    | 9                    | 1               |
| Faltas            | 8                    | 12              |
| Saques de esquina | 4                    | 7               |
| Penaltis          | 1                    | 0               |
| Fueras de juego   | 3                    | 2               |
| Posesión de balón | 60%                  | 40%             |